# En dåres försvarstal (TV-serie)
En dåres försvarstal är en svensk TV-serie från 1976 i regi av Kjell Grede. TV-serien är baserad på August Strindbergs självbiografiska äktenskapsroman En dåres försvarstal.
Serien hade premiär den 17 november 1976 i Sveriges Television och har repriserats flera gånger.

## Handling
Den unga författaren Axel blir djupt förälskad i sin väns hustru Maria. Så småningom gifter han sig med henne, men äktenskapet visar sig vara till stort bekymmer. Hon är otrogen, vilket driver Axel till ett psykiskt sammanbrott.

## Rollista i urval
- Bibi Andersson - Maria
- Gösta Ekman d.y. - Axel
- Tomas Bolme - Marias första man
- Gerd Hagman - Marias mor
- Lisbeth Zachrisson - Mathilde
- Grynet Molvig - Marias väninna
- Arne Källerud - fästmöns far
- Marie Göranzon - Abel
- Lars Edström - vännen
- Claire Wikholm
- Öllegård Wellton
- Rebecca Pawlo
- Folke Hjort
- Öllegård Wellton

## Produktion
Serien regisserades av Kjell Grede på förslag av Ingmar Bergman, vars bolag Cinematograph AB producerade serien.